# ジョン・パーソンズ
ジョン・パーソンズ (John Parsons)は、オハイオ州チリコシー出身の犯罪者。2006年10月19日に脱獄して捕まった。起訴回避のための無法避行、逃亡、加重殺人、加重強盗、武器を使用した傷害、証拠隠滅、重窃盗で指名手配されていた。
2005年4月21日にガソリンスタンド強盗に続いて捜査中のチリコシー警察官ラリー・R・コックスが殺害された事件で、パーソンズが死刑に問われていました。その日の夜、チリコシー警察ではレストランから車が盗まれたという通報を受けて出動しました。そのわずか15分後、チリコシー警察官に追われ、容疑者は車から逃げ出しました。午後6時頃、実家から自分の家に向かって歩いていたラリー・コックス巡査も徒歩で追跡し、チェストナット通りとノースハイストリート近くの路地で強盗と対峙した。コックス巡査は路地で射殺されました。いくつかの手がかりから捜査員は、2005年7月10日に逮捕されたジョン・パーソンズにたどり着き、殺人容疑で起訴した。パーソンズは有罪を認め、終身刑を言い渡された。